# Jreijes
Jreijes (tiếng Ả Rập: جريجس) là một ngôi làng Syria nằm ở phó huyện Jubb Ramishima ở huyện Masyaf, Hama. Theo Cục Thống kê Trung ương Syria (CBS), Jreijes có dân số 1567 trong cuộc điều tra dân số năm 2004.